# Servigliano
Servigliano – miejscowość i gmina we Włoszech, w regionie Marche, w prowincji Fermo.
Według danych na styczeń 2009 gminę zamieszkiwało 2377 osób przy gęstości zaludnienia 128,7 os./1 km².